# Sofie Mohn
Linn Sofie Mohn (født 5. marts 2001 i Vestmarka) er en cykelrytter fra Norge, der senest kørte for Team Rytger p/b Carl Ras.